# Tus

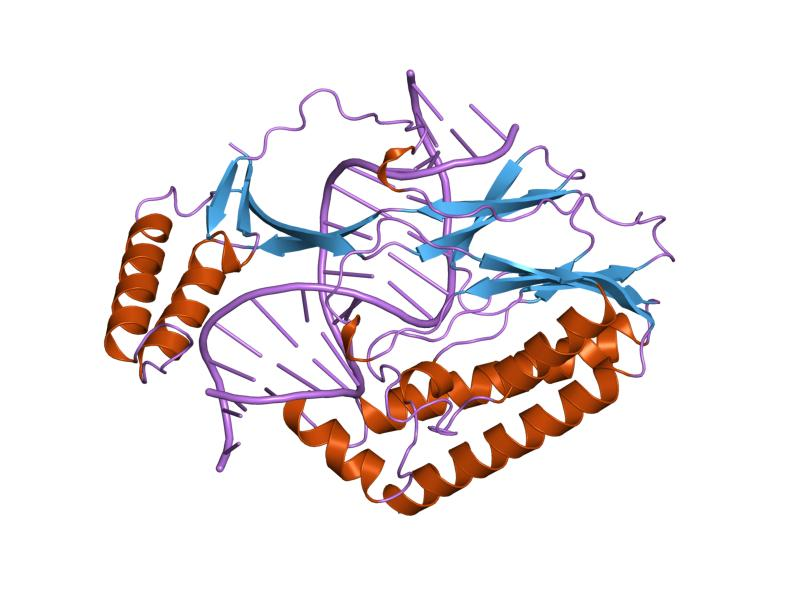
Tus protein z bakterie Escherichia coli navázaný na Ter místo na dvoušroubovici DNA

Tus je monomerický protein účastnící se bakteriální replikace DNA. Gen tus kóduje bílkovinu, která se skládá z 308 aminokyselin (nepočítaje N-terminální methionin, jenž je odstraněn), molekulová hmotnost tus proteinu činí 35 652 daltonů.
Je schopen ukončit (terminovat) replikaci. Váže se totiž na ukončovací (terminační) sekvence DNA, známé pod názvem Ter (TerA, TerB, TerC, TerD). Tus však replikaci ukončuje pouze v jednom směru (v druhém směru jsou zase jiné tus proteiny) a dále vždy čeká, než replikační vidlice zcela dokončí replikaci (konkrétně dovolí vstup DnaB helikázy, ale nikoliv její další postup). Systém je však zřejmě poněkud komplikovanější.
U některých jiných bakterií, jako je Bacillus subtilis, se vyskytují jiné zcela nepříbuzné proteiny, které však mají stejnou funkci. Konkrétně u B. subtilis se tento protein označuje RTP.